# Flonyarda
La flonyarda, en occità flaunharda o flonharda és un pastís de fruita, típicament de pomes, pertanyent a la cuina occitana i més concretament de la cuina llemosina. Aquest pastís s'utilitza sobretot per a cuinar ràpidament les pomes, molt abondants a la regió, que ja comencen a estar massa madures. Aquestes es pelen, es tallen a trossos i es cobreixen amb una massa per obtenir una mena de pastís-flam amb pomes. A diferència del pastís tatin del nord de França, a aquest pastís no se li dona la volta quan està cuit.
Algunes persones d'algunes regions del nord de França, desconeixedores del Llemosí per al seu aïllament amb la resta del país, tendeixen a confondre totes les tartes i pastissos de fruites d'Occitània, en particular, per exemple, la flonyarda amb el clafotís i el millàs. Però el clafotís té una tècnica de preparació diferent, per exemple es tomben els fruits (fruits de bosc normalment, típicament cireres).

## Variants
Aquest pastís es pot fer també amb peres, amb préssecs o albercocs, o fins-i-tot amb alguna altra fruita de carn compacta.